# Гней Пінарій Корнелій Клемент
Гней Пінарій Корнелій Клемент (лат. Gnaeus Pinarius Cornelius Clemens, нар. ? — пом. після 75) — військовий та державний діяч часів ранньої Римської імперії.

## Життєпис
Походив з роду Пінаріїв — ветеранів та римських колоністів з Емеріти Августи (сучасне м. Мерида, Іспанія), провінція Тарраконська Іспанія. Ймовірно мати походила з роду Корнеліїв. Про молоді роки немає відомостей. Не відомо, були батьки Клемента патриціями, чи статус патриція отримав вже сам Клемент. Майновий стан дозволив за часи імператора Нерона увійти до сенату. Підтримав Веспасіана під час боротьби за владу. У 71 році стає консулом-суфектом (разом з Гаєм Валерієм Фестом). Після цього призначається куратором релігійних та громадських будівель Риму.
З 72 до 75 року як імператорський легат-пропретор керував провінцією Верхня Германія. Під час своєї каденції проклав стратегічну дорогу, що поєднала Аргенторат (сучасне м. Страсбург), Могонтіак (сучасне м. Майнц) та Августу Вінделікорум (сучасне м. Аугсбург), завдовжки 160 км. Сприяв обороні та розвиненю земель, знаних як Декуматські поля. Тут завдав поразки германським племенам, що намагалися захопити ці землі. Корнелій Клемент отримав за це триумфальні значки. Водночас зміцнював кордони в районі Віндобони (сучасне м. Відень).
Про подальшу долю нічого невідомо. Помер у Гіспеллумі в Умбрії (сучасне м. Спелло, Італія).